# ريان كيلر
ريان كيلر (بالإنجليزية: Ryan Keller)‏ (و. 1984  م) هو لاعب هوكي الجليد كندي، ولد في ساسكاتون، مركز لعبه هو جناح ‏.

## روابط خارجية
- ريان كيلر على موقع دوري الهوكي الوطني (الإنجليزية)
- ريان كيلر على موقع EliteProspects.com (الإنجليزية)
- ريان كيلر على موقع Eurohockey.com (الإنجليزية)
- ريان كيلر على موقع HockeyDB.com (الإنجليزية)
- ريان كيلر على موقع Hockey-Reference.com (الإنجليزية)